# Anna Karenina (1948)
Anna Karenina is een Britse dramafilm uit 1948 onder regie van Julien Duvivier. Het scenario is gebaseerd op de gelijknamige roman uit 1877 van de Russische auteur Leo Tolstoj.

## Verhaal
Anna Karenina gaat een affaire aan met graaf Vronski. Intussen maken ook hun vrienden Ljovin en Kitty kennis met de liefde. Dan begint Anna haar maatschappelijke status te verliezen door haar verhouding met Vronski.

## Rolverdeling
| Acteur           | Personage             |
| ---------------- | --------------------- |
| Vivien Leigh     | Anna Karenina         |
| Ralph Richardson | Karenin               |
| Kieron Moore     | Graaf Vronski         |
| Hugh Dempster    | Stepan Oblonski       |
| Mary Kerridge    | Dolly Oblonski        |
| Marie Lohr       | Prinses Sjtsjerbatski |
| Frank Tickle     | Prins Sjtsjerbatski   |
| Sally Ann Howes  | Kitty Sjtsjerbatski   |
| Niall MacGinnis  | Ljovin                |
| Michael Gough    | Nikolaj               |
| Martita Hunt     | Prinses Tverski       |
| Heather Thatcher | Gravin Lydia Ivanovna |
| Helen Haye       | Gravin Vronski        |
| Mary Martlew     | Prinses Nathalia      |
| Ruby Miller      | Gravin Meskov         |